# Castillo de San Marcial
El Castillo de San Marcial (en catalán Castell de Sant Marçal) está situado dentro del término municipal de Sardañola del Vallés, y está declarado Bien Cultural de Interés Nacional.

## Historia
La primera referencia que se encuentra sobre San Marcial es en un documento del siglo XI, donde se comenta la existencia de una iglesia dedicada al santo (1042) que dependía de la parroquia de San Martín de Sardañola.
Se cree que el monasterio benedictino de San Cugat era propietario del señorío de San Marcial y la vendió al conde de Barcelona, que las traspasó a la familia Montcada en 1135.
En 1225 Raimundo de Plegamans fue a comprar el castillo a Guillem de Montcada, que desobedeció a su padre, quien le había prometido al Arzobispado de Tarragona.
Este hecho generó un conflicto de intereses por la posesión del castillo y sus tierras que se prolongó hasta 1542, fecha en que la familia Marimón pasó a ser la legítima propietaria, tras un largo pleito con el arzobispado .
En 1690 se creó el título de Marqués de Serdañola, a favor de Félix de Marimón y de Tord, como reconocimiento de los favores y servicios que había prestado esta familia a la Corona, ya que hasta entonces la familia Plegamans-Marimon eran patricios enriquecidos con el comercio, no nobles.
Durante los siglos XIX y XX el castillo de San Marcial fue pasando por diferentes manos hasta la actual familia Trénor, que son los actuales propietarios.

## Arquitectura
Originariamente, el castillo era un edificio de planta cuadrada con patio central, una torre y una capilla gótica rodeado por un foso, pero en 1895 la familia Arròspiede encargó a Cayetano Buigas que adaptase el edificio para poder utilizarlo como segunda residencia. Este lo hizo respetando la estructura original, pero recubriendo el edificio con una decoración fantástica inspirada en la arquitectura románica y gótica.